# 波皮夫卡 (科諾托普區)
51°14′1″N 33°6′55″E / 51.23361°N 33.11528°E
波皮夫卡（烏克蘭語：Попівка）是位於烏克蘭東北部的村莊，由蘇梅州科諾托普區的波皮夫卡市鎮負責管轄，並為該市鎮的行政中心。該村處於庫基爾卡河畔，距離沙波瓦利夫卡3公里，海拔高度134米，2001年人口4,345。